# Türkensturz

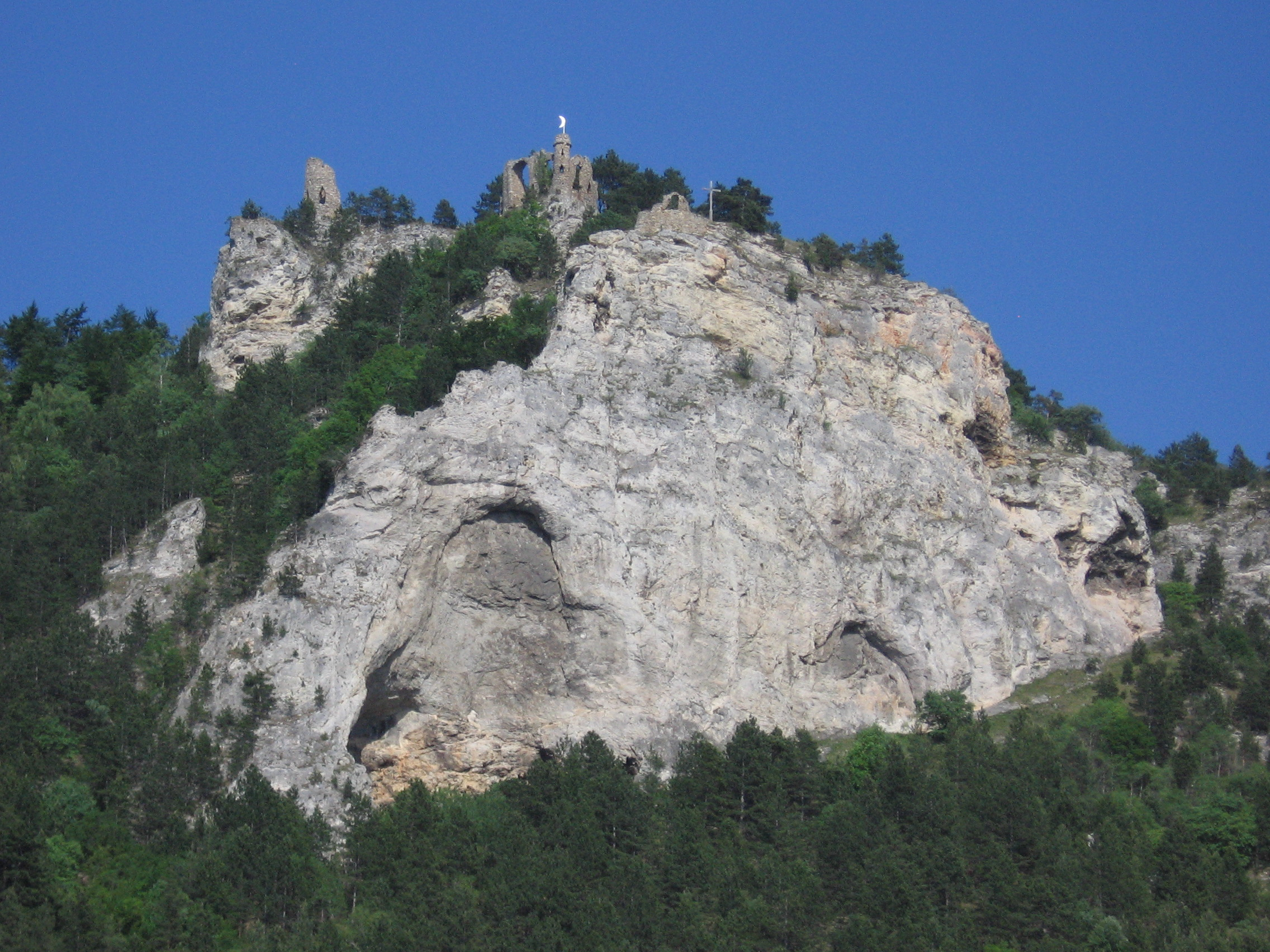

Der Türkensturz ist eine steile Felswand mit einer künstlichen Ruine in Gleißenfeld (Gemeinde Scheiblingkirchen-Thernberg) in der Buckligen Welt in Niederösterreich. Die Felswand ist eine markante Landmarke an der Süd-Autobahn und bildet zusammen mit der Ruine das Zentrum des Naturparks Türkensturz.

## Bezeichnung
Der Name rührt aus der Zeit der Türkenkriege, speziell aus den Jahren 1529 (Erste Wiener Türkenbelagerung) und 1532 her, als sich die Türken im Pittental befanden. Eine genaue Überlieferung über die Namensherkunft fehlt, jedoch ranken sich um die Entstehung zahlreiche Sagen und Legenden. Eine der Sagen erzählt, dass eine türkische Streifschar, die zu den Streitern Kasim Beys gehört haben soll, einem Mädchen nachritt. Als dieses vor dem Abgrund zur Seite sprang, stürzten die Reiter von der Felswand. In einer anderen Version derselben Legende handelt es sich bei diesem Mädchen um die Jungfrau Maria, die vor dem Abgrund plötzlich verschwand und so die beutegierigen Türken ins Verderben lockte.
Eine weitaus wahrscheinlichere Legende besagt, dass Bauern aus Gleißenfeld auf eine Gruppe türkischer Reiter, die sich in den dortigen Wäldern verirrt hatten, trafen und diese eine Felswand hinauf trieben und den Abhang hinunterstießen.

## Geschichte
Im Jahr 1824 ließ Fürst Johann I. von Liechtenstein, der um diese Zeit auch die nahe gelegene Burg Seebenstein erwarb, nahe dem Abgrund die künstliche Ruine Türkensturz errichten.
Am 16. April 2023 stürzten – vermutlich aufgrund schwerer Regenfälle – Teile des vorderen Turms, auf dem sich die Halbmondsichel befand, ein. Dabei ging auch die Sichel verloren, die bald darauf aufgefunden, aber nicht wieder montiert wurde. Der Türkensturz ist derzeit noch gesperrt, aber seit April 2024 wieder zugänglich. Jedoch ist wegen Lebensgefahr das Begehen immer noch verboten und auf eigene Verantwortung. (Stand Juni 2024)

## Nutzung
Das Gebiet rund um die Ruine ein beliebtes Ausflugsgebiet.